# Канонерские лодки типа «Chin Yen»
 Канонерские лодки типа «Chin Yen» — тип канонерские лодки ВМС Манчжоу-Го. Несколько увеличенная и улучшенная версия типа «Shun Tien». Заложены на верфи Harima Zosensho в Японии, затем в разобранном виде доставлены на верфь Kawasaki (Харбин), где были достроены.
В 1944 году разооружены, артиллерия передана для обеспечения ПВО металлургического завода в Аньшане.
22.08.1945 захвачены советскими войсками в Харбине, 24.8.1945 зачислены в состав ВМС СССР, получили советское вооружение. 02.04.1951 переклассифицированы в учебные корабли. 15.09.1953 переданы Амурскому пароходству, в 1954 г. перестроены в грузопассажирские теплоходы, сохранив прежние названия. Списаны в 1965 году.

## Представители проекта
| Эсминец | Заложен | Спущен на воду | Начало службы | Конец службы |
| --- | ------- | -------------- | ------------- | ------------ |
| «Chin Yen» «Shinjin» c 24.08.1945 – КЛ-56 с 3.06.1949 «Бурят-Монгол» со 2.04.1951 – «Бурея» с 1954 – «Сиваш» | 1934    | 02.07.1934     | 1935          | Списан 1965  |
| «Ting Pien» «Teiken» c 24.08.1945 – КЛ-58 с 3.06.1949 «Чувашия» со 2.04.1951 – «Атрек» с 1954 – «Балхаш»     | 1934    | 02.07.1934     | 1935          | Списан 1965  |